# Pietra di Livingstone e Stanley

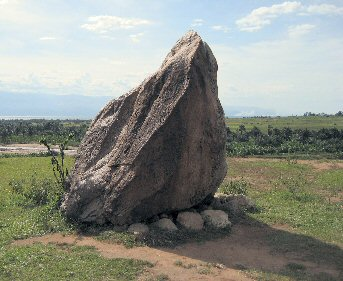

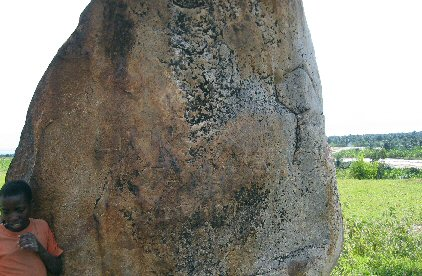

La pietra di Livingstone e Stanley è un monumento che si trova nei pressi di Mugere, in Burundi, a dodici chilometri a sud della ex-capitale Bujumbura sul lago Tanganica.

## Storia
Indica il luogo dove l'esploratore e missionario David Livingstone e l'esploratore e giornalista Henry Morton Stanley si sono incontrati, quattordici giorni dopo il loro primo storico incontro a Ujiji. Da lì hanno esplorato con canoe le rive nord del Tanganica alla ricerca delle sorgenti del Nilo e vi hanno trascorso due notti, dal 25 al 27 novembre 1871. 
Livingstone e Stanley erano i primi europei che entravano in Burundi, a parte l'effimera apparizione di Richard Francis Burton e John Hanning Speke nel 1858 che osservarono il paese solo dal lago senza scendere a riva. L'incontro con dei "bianchi" destò meraviglia ed ebbe una notevole risonanza locale: in loro onore la popolazione dedicò questo monumento.